# Nehaiivka, Korop
Nehaiivka (în ucraineană Нехаївка) este localitatea de reședință a comunei Nehaiivka din raionul Korop, regiunea Cernihiv, Ucraina.

## Demografie
Componența lingvistică a localității Nehaiivka
     Ucraineană (97,9%)
     Rusă (2,04%)
Conform recensământului din 2001, majoritatea populației localității Nehaiivka era vorbitoare de ucraineană (97,9%), existând în minoritate și vorbitori de rusă (2,04%).